# Полє-при-Вишні Гори
Полє-при-Вишні Гори (словен. Polje pri Višnji Gori) — поселення в общині Іванчна Гориця, Осреднєсловенський регіон, Словенія. Висота над рівнем моря: 349,2 м.